# Raión de Tijoretsk
El raión de Tijoretsk (del ruso: Тихорецкий район) es uno de los treinta y siete raiones en los que se divide el krai de Krasnodar, en Rusia. Está situado en la zona nororiental del krai. Limita al sureste con el raión de Kavkázskaya, al suroeste con el raión de Tbilískaya, al oeste con el raión de Výselki, al norte con el raión de Pávlovskaya y al este con el raión de Novopokróvskaya. Tenía 59 497 habitantes en 2010 (sin la ciudad de Tijoretsk) y tiene una superficie de 1 825,4 km². Su centro administrativo es Tijoretsk.
Está situado en las llanuras de Kubán-Priazov. Es una zona esteparia de una altura media de unos 80 metros en las divisorias de aguas y de 40 m en los valles de los ríos. El raión está regado por el río Chelbas y sus afluentes, como el Tíjonkaya o el Borísovka.

## Historia
El raión fue establecido el 2 de junio de 1924 como parte del ókrug de Kubán del óblast del Sudeste, en parte del anterior otdel de Kavkázskaya del óblast de Kubán-Mar Negro. Inicialmente formaban parte de él 19 selsoviets: Aleksandronevski, Alekséyevski, Arjánguelski, Balkovski, Beisúgski, Buzinovski, Dono-Jopiorski, Irklíyevski, Novoarjánguelski, Novodonetski, Novoleushkovski, Novomalorósiski, Novorozhdéstvenski, Novorománovski, Otrádnenski, Ternovski, Tijoretski, Ukrainski' y Jopiórski. El 16 de noviembre de ese año pasó al krai del Cáucaso Norte y el 10 de enero de 1934 al krai de Azov-Mar Negro. 
El 31 de diciembre de ese año a partir del raión de Tijoretsk se crearon el raión de Arjánguelskaya, el raión de Výselki, el raión de Novoleushkovskaya y el raión de Grazhdanski, con centro en Novomalorósiskaya. El 13 de septiembre de 1937 entró en la composición del krai de Krasnodar. El 22 de agosto de 1953 el raión de Arjánguelskaya se reintegró al raión de Tijoretsk. El 21 de agosto de 1961 la ciudad de Tijoretsk pasó a estar subordinada directamente a la autoridad del krai, quedando como centro del raión pero fuera de él. Entre el 11 de febrero de 1963 y el 30 de diciembre de 1966 parte del raión de Výselki, disuelto, fue anexado al raión.
En 1993 se anularon los selsoviets y en 2005 se decidió la actual división administrativa en trece municipios.

## Demografía
| Año  | Población |
| ---- | --------- |
| 1959 | 106 301   |
| 1970 | 61 174    |
| 1979 | 58 779    |
| 1989 | 58 739    |
| 2002 | 61 232    |
| 2009 | 123 544   |

## División administrativa
El raión se divide en 1 municipio urbano y 12 rurales, que engloban 60 localidades:
| Municipios de tipo urbano               | Poblaciones* |
| --------------------------------------- | --- |
| Municipio urbano Tijoretskoye           | - ciudad Tijoretsk - posiólok Kamenni - jútor Tijonki |
| Municipios de tipo rural                | |
| Municipio rural Alekséyevskoye          | - stanitsa Alekséyevskaya - posiólok Kirpichni - stanitsa Krasnooktiábrskaya - jútor Krasni Partizán - jútor Moskalchuk - stanitsa Novoarjángelskaya - posiólok Ovoshnói - posiólok Prígorodni - jútor Shkolni |
| Municipio rural Arjánguelskoye          | - stanitsa Arjánguelskaya |
| Municipio rural Brátskoye               | - posiólok Bratski - posiólok Západni - posiólok Krasni Borets - jútor Latysh - jútor Léninskoye Vozrozhdéniye - posiólok Mirni - posiólok Sovetski - posiólok Yuzhni                                          |
| Municipio rural Yeremizino-Borisovskoye | - stanitsa Yeremizino-Borísovskaya - jútor Ukrainski |
| Municipio rural Krutoye                 | - posiólok Krutói - posiólok Stepnói - posiólok Urozhaini |
| Municipio rural Novorozhdéstvenskoye    | - stanitsa Novorozhdéstvenskaya - posiólok Chelbas |
| Municipio rural Otrádnenskoye           | - stanitsa Otrádnaya |
| Municipio rural Parkovskoye             | - posiólok Parkovi - jútor Atamanka - posiólok Achkásovo - posiólok Vostochni - posiólok Západni - posiólok Zelioni - posiólok Polevói - posiólok Sadovi - posiólok Shoseini                                   |
| Municipio rural Ternovskoye             | - stanitsa Ternovskaya - posiólok Vperiod - stanitsa Novorománovskaya - stanitsa Poroshinskaya |
| Municipio rural Fastovetskoye           | - stanitsa Fastovetskaya - jútor Krinitsa - jútor Tijonki |
| Municipio rural Jopiórskoye             | - stanitsa Jopiorskaya - jútor Karasiov - jútor Krasni - jútor Kultura - jútor Léninski - jútor Nejvoroshchanski - jútor Privolni - jútor Fedorenko - jútor Chelbas - jútor Chkalova                           |
| Municipio rural Yugosevérnoye           | - stanitsa Yugo-Sévernaya - jútor Bolshevik - jútor Kazache-Borísovski - jútor Malorosiski - jútor Ust-Dzhigutinka                                                                                             |

*Los centros administrativos están resaltados en negrita.

## Economía y transporte

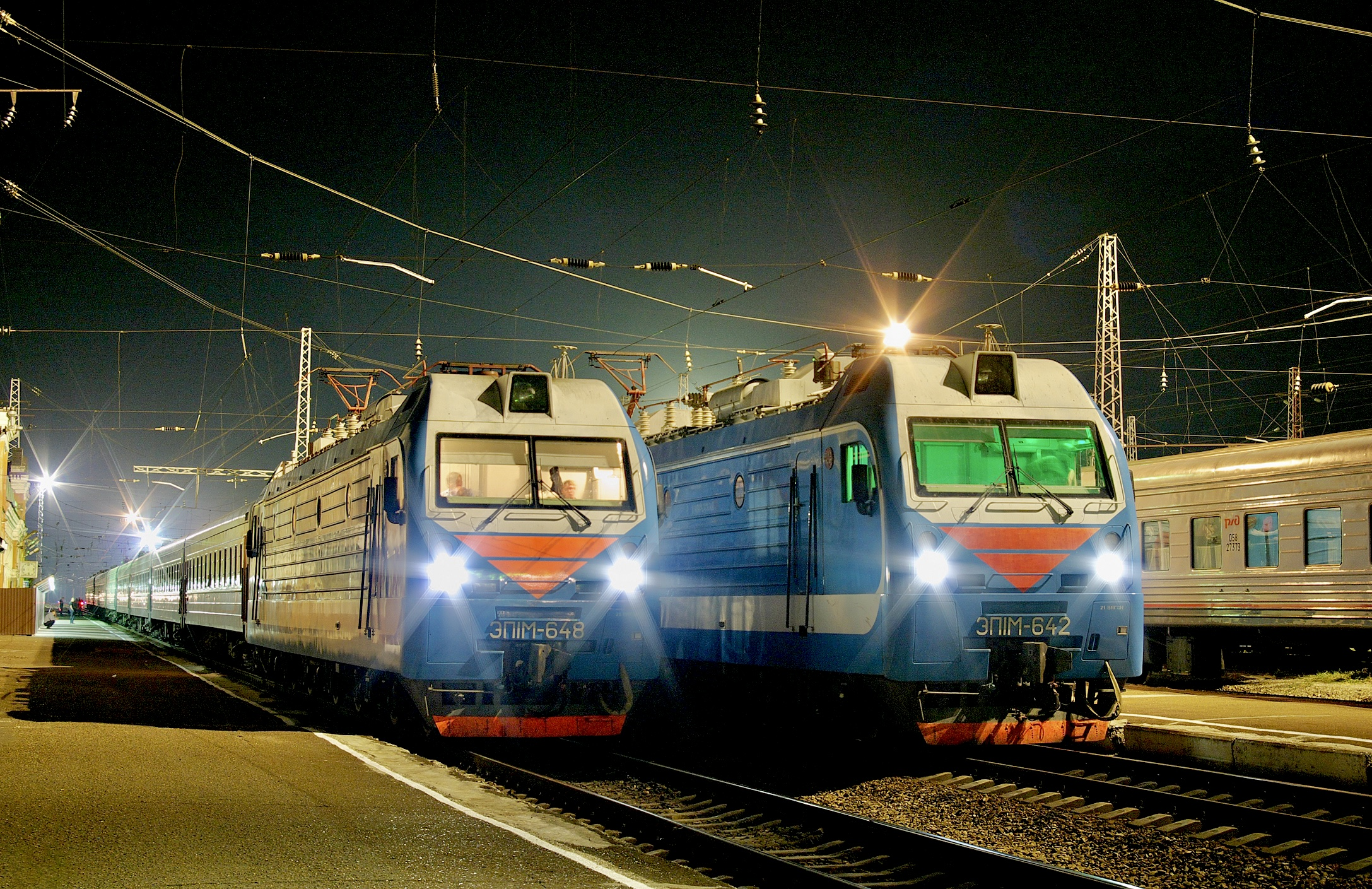
Estación de Tijoretsk.

Las principales actividades industriales del raión son la construcción de maquinaria ferroviaria, de maquinaria para refinar petróleo y depósitos para el almacenamiento del mismo.
La agricultura ocupa un lugar destacado en la economía de la región, principalmente el cultivo de cereales, legumbres, girasol y remolacha azucarera.
Por el raión pasa el ferrocarril del Cáucaso Norte y a línea Krasnodar-Salsk, que enlazan en Tijoretsk. La carretera federal M29 Cáucaso Pávlovskaya-frontera azerí cruza el raión de noroeste a sudeste.